# Хаухи
Хаухи (чечен. Хьавхьа) — покинутый аул в Итум-Калинском районе Чеченской Республики.

## География
Расположен на левом берегу реки Хочарой Ахк, к юго-востоку от районного центра Итум-Кали.
Ближайшие населённые пункты и развалины бывших аулов: на северо-западе — бывший аул Пёлагошки и село Ведучи, на северо-востоке — бывший аул Автинбоуль, на юго-востоке — бывший аул Алхахи, на юго-западе — бывший аул Омечу.